# 伊利沙伯女皇徑

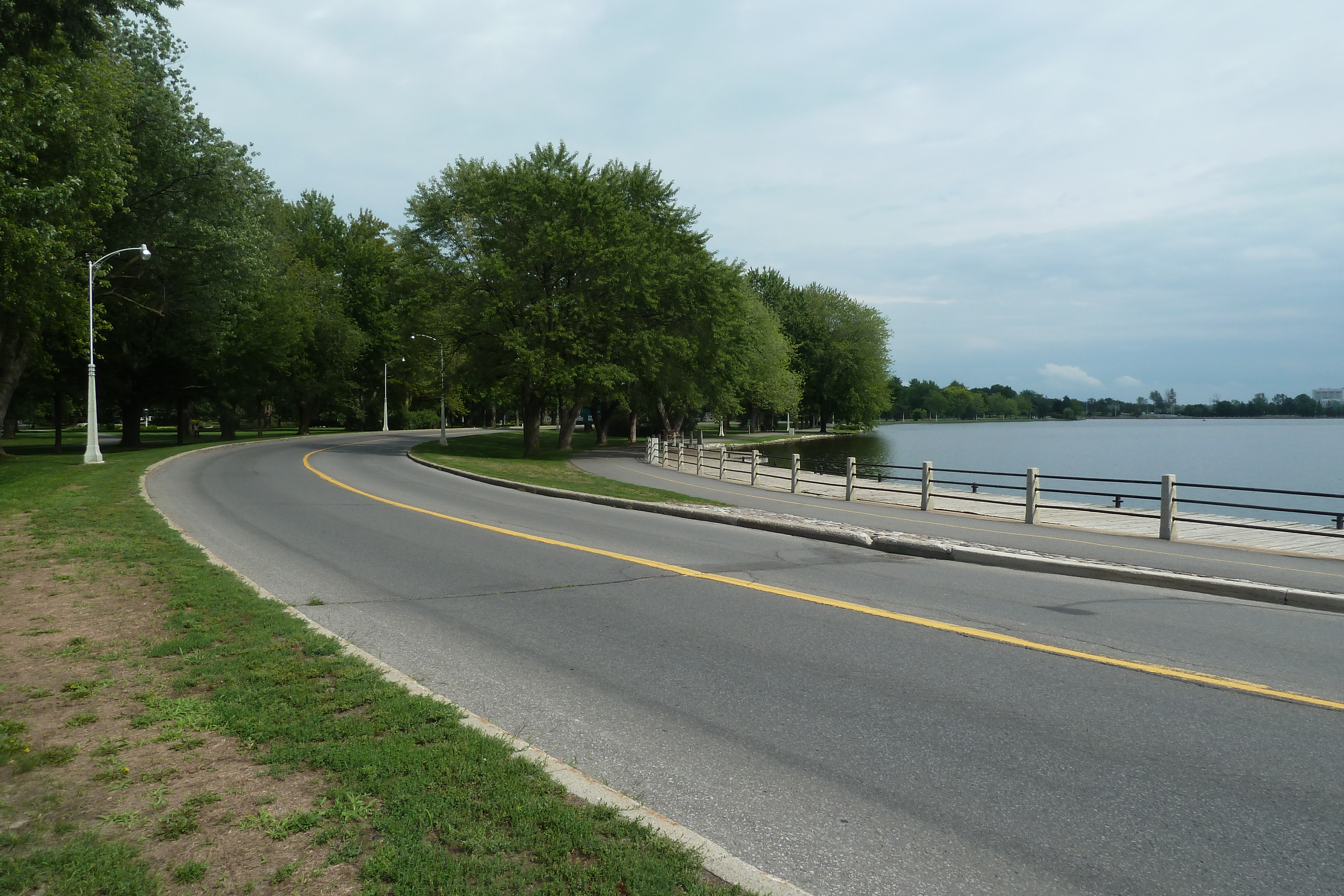
沿伊利沙伯女皇徑向東望杜氏湖

伊利沙伯女皇徑（英語：Queen Elizabeth Driveway）是加拿大安大略省渥太華的一條風景優美的園林大道，位於麗都運河的西邊緣。它從北部的洛里埃路延伸至杜氏湖，並在那裡轉入威爾斯親王徑。該道路由國家首都委員會（NCC）擁有並實施管理。
該道路是國家首都委員會的首批項目之一。國家首都委員會取代了1927年成立的聯邦地區委員會（Federal District Commission)，以及更早的渥太華改善委員會（Ottawa Improvement Commission）。這條雙車道道路取代了運河沿岸的工業建築及私人船庫。車道兩旁種滿了樹木和花園，沿途建起了一系列大房子。它最初名為政府徑（Government Driveway），很快又更名為麗都運河徑（Rideau Canal Driveway），數十年後更為現名。其大部分路長的限速為60公里/小時（37英里/小時）。
20世紀50年代，運河東邊修建了一條類似的路線——拜副將徑（Colonel By Drive）。
道路全長沿線有一條多用途步道，是首都路巷系統的一部分。